# Mia (groupe)
Pour les articles homonymes, voir Mia.
Mia, stylisé MIA., est un groupe de pop rock allemand, originaire de Berlin. Leurs deux premiers albums, Hieb und Stichfest sorti en 2002 puis Stille Post en 2004, sont teintés d'electro-punk et de rock énergique.

## Biographie
Le groupe est formé en 1997 à Berlin. Il se compose de Mieze, chanteuse, de Andi, Bob et Ing pour les instruments. Depuis 1998, Mia collabore avec le label musical ROT, fondé à l'époque, qui assure également la gestion.
En 1999, le groupe signe avec le label BMG Records le single Sugar My Skin, qui devient la chanson officielle de YOU Youth Fair (également sorti en 1999). Les idées fondamentalement différentes mènent à la séparation rapide avec BMG. 
Le groupe tourne et sort en 2001 sur son label ROT, Single Factory City. Le remix electro-punk du producteur Nhoah Hoena-Jansen connaît un grand succès, comme c'est le cas pour Mia depuis le début de l’année 2002 après sa signature avec la major Sony Music ; le label s'intéressait à une génération de nouveaux groupes de pop berlinois. Dans la course, Schulze quitte le groupe (pendant qu'il joue avec Engerling et Mitch Ryder), Gunnar Spies se joint au groupe comme nouveau batteur. Sur leur premier album, Hieb und StichFEST, le manager du groupe et copropriétaire du label ROT, se joint à eux à la batterie. Les clips des morceaux suivants sont diffusés sur MTV et VIVA lors d'un reportage.
En septembre 2003, dans le cadre du projet Angefanden du groupe, ce dernier publie la chanson Lied Was es ist, dont les textes soutiennent des représentants de la gauche politique (qui leur ont donné la même année une manifestation le 1er mai à Berlin). Ces soutiens sont vivement critiqués et partiellement attaqués par les nationalistes. Au cours de l'année 2004, les apparitions du groupe s'accompagnent de contre-réactions violentes. Le 19 mars 2004, Mia prend part à la décision préliminaire allemande pour le concours Eurovision de la chanson 2004 intitulé Hungriges Herz, mais n'arrive pas en finale. La même année, le groupe reçoit le Goldene Stimmgabel en tant que meilleur groupe féminin (Shootingstar Gruppe weiblich).
En octobre 2005, le documentaire retraçant le parcours du groupe est présenté au Festival international du film documentaire et d’animation de Leipzig.
En mai 2006, le single Tanz der Moleküle atteint le top 20 des charts allemands, et devient e single le plus réussi de l'histoire du groupe. Le mini-album publié plus tard atteint immédiatement la deuxième place des charts allemands. Avec la chanson-titre, Zirkus, Mia représente également le 9 février 2007 le pays hôte, à Berlin, au Bundesvision Song Contest et atteint la quatrième place. 
Le 22 mai 2015 sort l'album studio, Biste Mode.

## Discographie

### Albums studio
- 2002 : Hieb und StichFEST
- 2004 : Stille Post (réédité cette année en édition limitée avec titres remixés et un DVD)
- 2006 : Zirkus (réédité en 2007 en édition spéciale avec vidéos et bonus)
- 2008 : Willkommen im Club
- 2012 : Tacheles
- 2015 : Biste Mode
- 2020 : Limbo